# Kepanjen (Gumuk Mas)
Kepanjen is een bestuurslaag in het regentschap Jember van de provincie Oost-Java, Indonesië. Kepanjen telt 10.190 inwoners (volkstelling 2010).